# Rebecca Wiasak
Rebecca Wiasak (Geelong, 24 de mayo de 1984) es una deportista australiana que compite en ciclismo en las modalidades de pista, especialista en las pruebas de persecución, y ruta.
Ganó tres medallas en el Campeonato Mundial de Ciclismo en Pista entre los años 2015 y 2017.

## Medallero internacional
| Campeonato Mundial | Campeonato Mundial      | Campeonato Mundial | Campeonato Mundial      |
| Año                | Lugar                   | Medalla            | Competición             |
| ------------------ | ----------------------- | ------------------ | ----------------------- |
| 2015               | Saint-Quentin (Francia) | Medalla de oro     | Persecución individual  |
| 2016               | Londres (Reino Unido)   | Medalla de oro     | Persecución individual  |
| 2017               | Hong Kong (China)       | Medalla de plata   | Persecución por equipos |